# MC-Thyristor

Ersatzschaltung eines MCTs

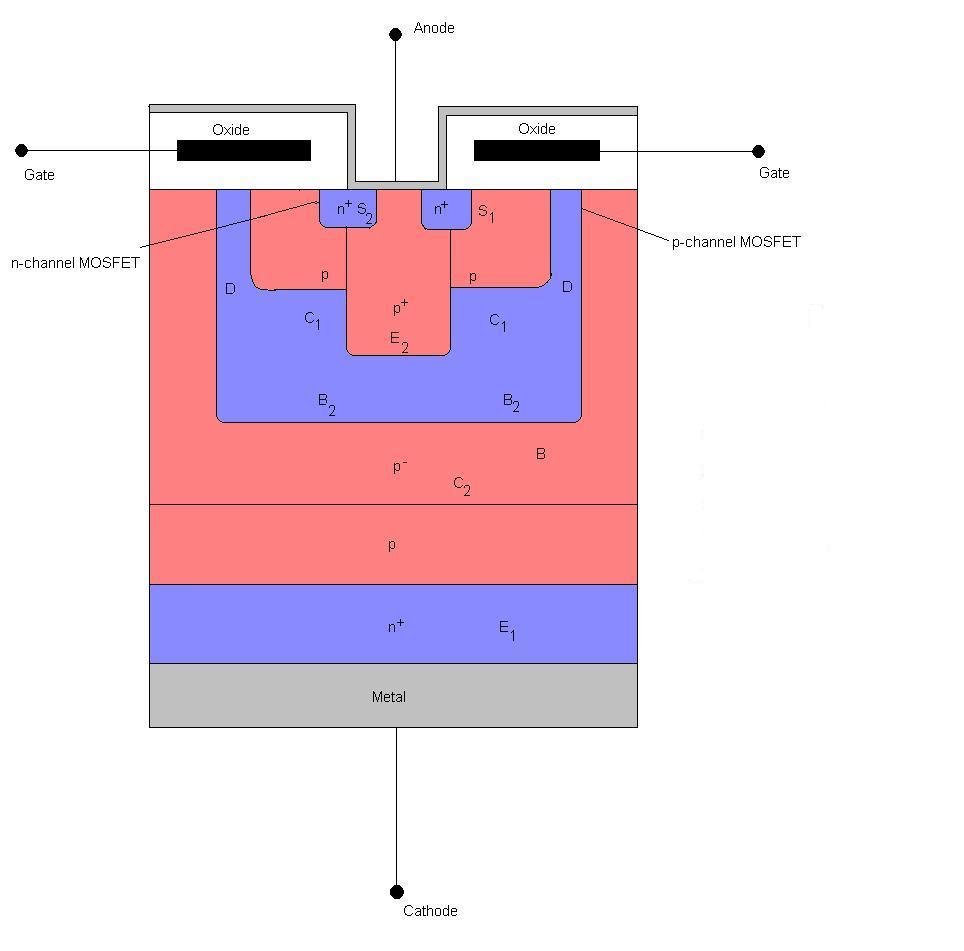
Schematischer Aufbau eines MCTs

Ein MCT, englisch MOS Controlled Thyristor, ist ein spezieller Thyristor. Er ist eine Weiterentwicklung des GTO-Thyristors, wird aber im Gegensatz dazu mit Hilfe eines Einschalt-MOSFET (engl. On-FET) und eines Ausschalt-MOSFET (engl. Off-FET) spannungsgesteuert geschaltet. Diese Kombination ist elektrisch leicht ansteuerbar, aber schwieriger herzustellen.